# 大村町 (長崎県)
大村町（おおむらちょう）は、長崎県東彼杵郡の南部にあった町。1889年（明治22年）に地方自治体としての大村町発足後、2度の合併を経て、戦時中の1942年（昭和17年）に近隣自治体と合併を行い市制施行、大村市となった。
現在の大村市大村地区、西大村地区、および竹松地区にあたる。

## 地理
- 山：池田山
- 島嶼：臼島、箕島（みしま）[1]、ガロー島[1]、ソーケー島[1]
- 河川：郡川、佐奈川内川（さながわちがわ）、荒川、内田川、大上戸川（だいじょうごがわ）
- 溜池：葛城ノ池、池田溜池、狸ノ尾溜池
- 湾：大村湾

## 沿革
江戸期の大村は久原分と池田分、その両方に跨がる大村城下からなる地域であった。地方自治体として発足した当時の大村町域は上記3つの地域のうち「大村城下」の地域にあたり、明治初年に大村城下の各町が統合され、大村町となった。
- 1889年（明治22年）4月1日 - 町村制施行により、東彼杵郡大村町が単独町制にて発足。
- 1925年（大正14年）4月1日 - 大村町・大村が合併し、改めて大村町が発足[2]。
- 1939年（昭和14年）11月3日 - 大村町・西大村・竹松村が合併し、改めて大村町が発足。
- 1942年（昭和17年）2月11日 - 大村町・福重村・萱瀬村・松原村・鈴田村・三浦村が合併し市制施行、大村市が発足し、大村町は自治体として消滅。

## 地名
いずれの地域も1889年の町村制施行時に合併を行っていないため、大字は無し。
旧大村町（大村城下）
旧来の大村町域は彼杵地方の各自治体に見られる郷の行政区（地名）を設置していない。このため「大村町○○番地」のように町名の次に番地を表記する住所表記となる。下記は大村町内の主な通称地名（小字）である。
- 字水主町（かこまち）
- 字片町
- 字西本町
- 字東本町

旧大村
江戸期の大村のうち「久原分」と称した地域。旧大村時代の郷をそのまま引き継いでいる。
- 玖島郷
- 久原郷
- 木場郷（こば）
- 武部郷
- 徳泉川内郷（とくせんがわち）

旧西大村
江戸期の大村のうち「池田分」と称した地域。旧西大村時代の郷をそのまま引き継いでいる。
- 池田郷
- 乾馬場郷
- 杭出津郷（くいでづ）
- 諏訪郷
- 並松郷（なみまつ）
- 松山郷
- 箕島郷（みしま）
- 森園郷

旧竹松村
旧竹松村時代の郷をそのまま引き継いでいる。
- 今津郷
- 小路口郷（おろぐち）
- 黒丸郷
- 竹松郷
- 原口郷

旧竹松村域には上記5郷のほか、大村市発足後の1950年（昭和25年）に今津郷・黒丸郷・竹松郷・原口郷のそれぞれ一部が分離統合し「富の原郷」が新設された。

## 交通

### 鉄道
日本国有鉄道
- 大村線

（福重村） - 竹松駅 - 大村駅 - （鈴田村）
現在、旧町域には上記2駅のほか、1989年（平成元年）3月に開業した諏訪駅が設置されている。

## 名所・旧跡
- 大村神社
- 玖島城
- 本経寺
  - 大村藩主大村家墓所
- 黒丸遺跡
- 玖島崎古墳群
- 鬼の穴古墳